# 전북특별자치도체육회
전북특별자치도체육회(全北特別自治道體育會, Jeonbuk State Sports Council)는 전북특별자치도의 학교체육 및 생활 체육의 진흥, 시민 건강과 체력 증진, 여가 선용 및 복지 향상 등을 위하여 대한체육회 산하에 설치된 기관이다.
체육회장은 총회에서 전북특별자치도지사를 추대하거나, 회장선출기구에서 선출한다.

## 연혁
- 1947년 3월 13일: 전라북도체육회 설립
- 2016년 3월 3일: 전라북도생활체육회 흡수
- 2024년 1월 18일 : 전북특별자치도체육회로 변경

## 조직
회장
- 사무처
  - 체육진흥본부
  - 경영지원본부
  - 스포츠과학센터

### 지부
- 군산시체육회
- 김제시체육회
- 남원시체육회
- 익산시체육회
- 전주시체육회
- 정읍시체육회
- 고창군체육회
- 무주군체육회
- 부안군체육회
- 순창군체육회
- 완주군체육회
- 임실군체육회
- 장수군체육회
- 진안군체육회